# Semana de las Letras Asturianas

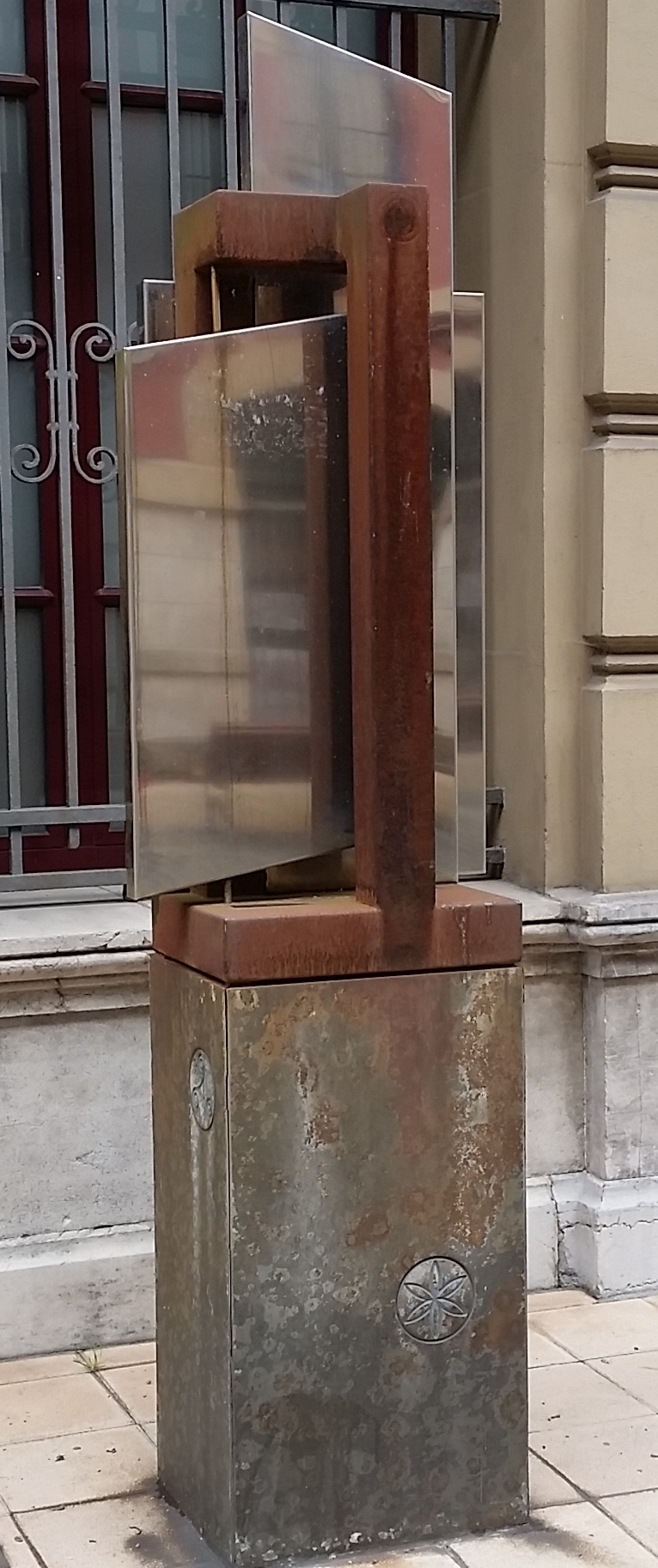
Homenaje al teatro asturianu (2006)

La Semana de las Letras Asturianas (en asturiano, Selmana de les Lletres Asturianes) viene celebrándose, como evento institucional, desde 1980 coincidiendo con la primera semana del mes de mayo. Solía estar consagrada a un autor o autora importante de la literatura asturiana, si bien la XXVI Semana de las Letras Asturianas (2005) rompe con esta tradición al estar dedicada a la Poesía (Con el título de Poesía en Movimiento), algo que se ha mantenido también en el 2006, año en el que ha estuvo dedicada al Teatro (con el título de Teatro a Escena). Se caracteriza por ser una fecha señalada para muchas instituciones y partes diversas. Así, los profesores de lengua y literatura asturiana acostumbran a adaptar sus clases al autor al que está dedicada la semana (o a la manifestación literaria en su caso), y las autoridades autonómicas se implican en la defensa del idioma. Así es que desde los últimos años vienen celebrándose recitales de poesía en la Junta General o repartos de libros o DVD gratis.
Aparte de los muchos recitales de poesía y actos culturales que se celebran por toda Asturias en esta semana, destaca en ella el Día de las Letras es el momento principal de la semana en el que la presidencia de la Academia de la Llingua Asturiana da su discurso en un acto solemne encerrado por el Himno de Asturias en el que evalúa la situación general de la lengua y la literatura y se procede al nombramiento de los nuevos académicos o académicas. También es el día escogido por los comerciantes libreros para hacer un 10% de descuento en sus libros, celebrándose en Oviedo la Feria del Libro que va desde el Día del Libro (23 de abril) al Día de las Letras (también llamado Día del Libro y del Disco en Asturias). Asimismo, la Junta por la Defensa de la Lengua Asturiana suele organizar una manifestación por la oficialidad del asturiano coincidiendo con el Día de las Letras.

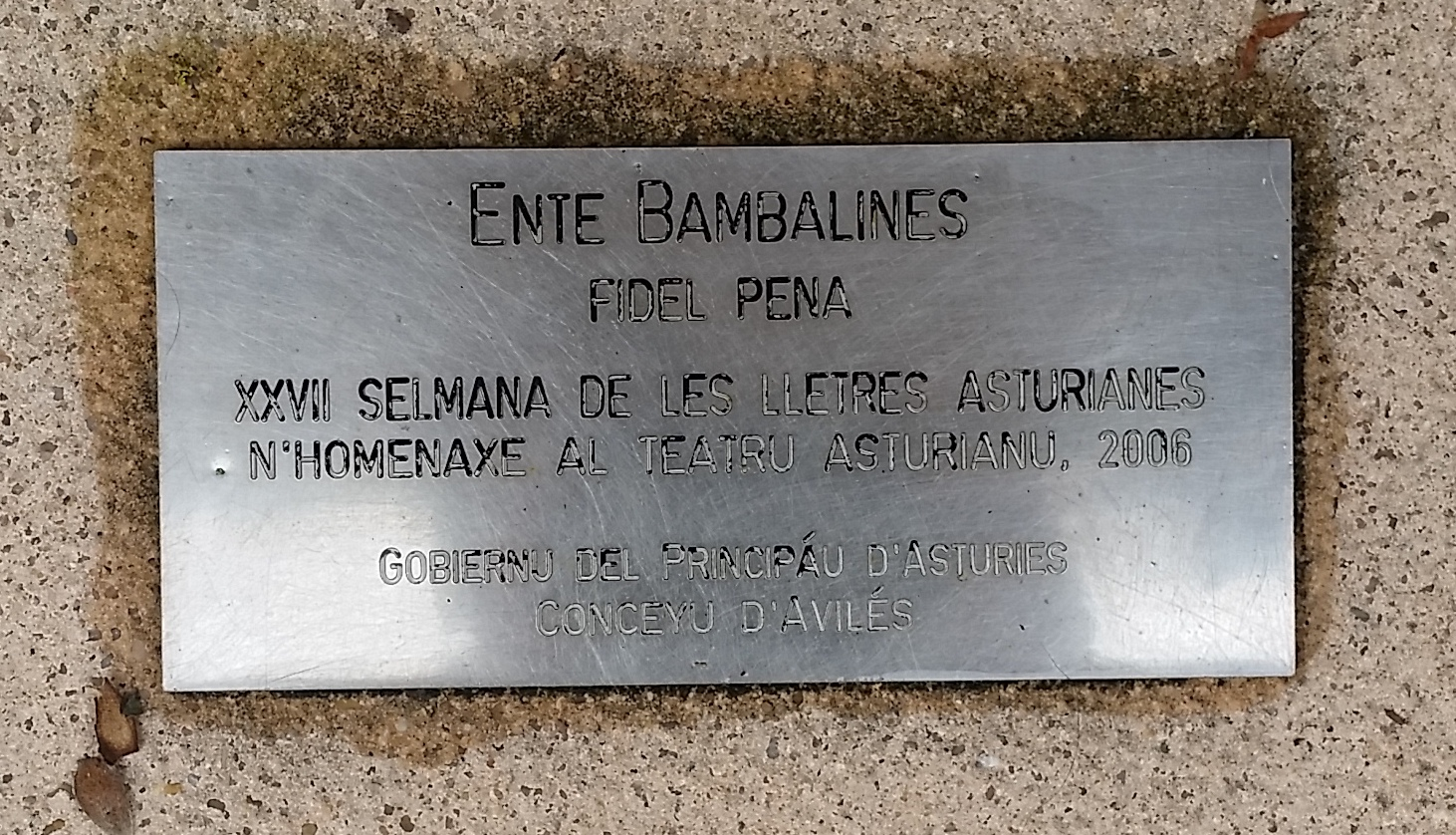
Placa de la escultura en homenaje al teatro asturiano - XXVII Selmana de les Lletras Asturianes

## Lista de ediciones
Motivos de algunas celebraciones de la Semana de las Letras hasta el momento:
- I-IX Semanas de las Letras Asturianas (1980-1988): sin temática específica.
- X Semana de las Letras Asturianas (1989): Xosé Caveda y Nava.
- XI Semana de las Letras Asturianas (1990): Teodoro Cuesta.
- XII Semana de las Letras Asturianas (1991): Llorienzu Novo Mier.
- XIII Semana de las Letras Asturianas (1992): José García Peláez "Pepín de Pría".
- XIV Semana de las Letras Asturianas (1993): Padre Galo Fernández "Fernán Corones".
- XV Semana de las Letras Asturianas (1994): Valentín Rodríguez Ochoa "Antón el Chiova".
- XVI Semana de las Letras Asturianas (1995): Xuan María Acebal.
- XVII Semana de las Letras Asturianas (1996): José Benigno García González "Marcos del Torniello".
- XVIII Semana de las Letras Asturianas (1997): Manuel Fernández de Castro.
- XIX Semana de las Letras Asturianas (1998): Xosefa Xovellanos.
- XX Semana de las Letras Asturianas (1999): Constantino Cabal.
- XXI Semana de las Letras Asturianas (2000): Antón de Marirreguera.
- XXII Semana de las Letras Asturianas (2001): Pachín de Melás.
- XXIII Semana de las Letras Asturianas (2002): María Xosefa Canellada.
- XXIV Semana de las Letras Asturianas (2003): Antonio García Oliveros.
- XXV Semana de las Letras Asturianas (2004): Andrés Solar.
- XXVI Semana de las Letras Asturianas (2005): Poesía Asturiana Contemporánea.
- XXVII Semana de las Letras Asturianas (2006): Teatro Asturiano Contemporáneo.
- XXVIII Semana de las Letras Asturianas (2007): Narrativa Asturiana Contemporánea.
- XXIX Semana de las Letras Asturianas (2008): María Teresa González.
- XXX Semana de las Letras Asturianas (2009): Enriqueta González Rubín.
- XXXI Semana de las Letras Asturianas (2010): Xosé Antonio García.
- XXXII Semana de las Letras Asturianas (2011): Mánfer de la Llera.
- XXXIII Semana de las Letras Asturianas (2012): Poesía ilustrada -Benito del Auxa y Antón Balvidares-.
- XXXIV Semana de las Letras Asturianas (2013): Nené Losada.
- XXXV Semana de las Letras Asturianas (2014): cómic en lengua asturiana.
- XXXVI Semana de las Letras Asturianas (2015): literatura escolar.
- XXXVII Semana de las Letras Asturianas (2016): sin temática específica.
- XXXVIII Semana de las Letras Asturianas (2017): mujeres escritoras.
- XXXVIX Semana de las Letras Asturianas (2018): literatura infantil y juvenil.
- XL Semana de las Letras Asturianas (2019): música en asturiano y en gallegoasturiano.
- XLI Semana de las Letras Asturianas (2020): María Teresa Villaverde.
- XLII Semana de las Letras Asturianas (2021): Nel Amaro.
- XLIII Semana de las Letras Asturianas (2022): Ígor Medio.
- XLIV Semana de las Letras Asturianas (2023): Xosé Bolado.
- XLV Semana de las Letras Asturianas (2024): Conceyu Bable.[2][3]
- XLVI Semana de las Letras Asturianas (2024): Xosé Álvarez, Pin.[4]